# Club Deportivo Comerciantes Unidos
Maillots
Actualités
Le Club Social Deportivo y Cultural Comerciantes Unidos, communément appelé Comerciantes Unidos, est un club péruvien de football basé à Cutervo, dans la région de Cajamarca, au nord du Pérou.

## Histoire
Le CD Comerciantes Unidos est fondé le 19 septembre 2002. En 2008, il remporte la Ligue de sa région d'origine (Cajamarca), compétition qu'il remporterait une deuxième fois deux ans plus tard. Invité à disputer le championnat de 2e division en 2014, il en est sacré champion dès l'année suivante, sous la houlette de l'entraîneur Carlos Cortijo. 
Le club se maintient trois saisons consécutives – de 2016 à 2018 – en 1re division. Sa première saison au sein de l'élite est encourageante dans la mesure où il termine à la 6e place du championnat 2016 et se qualifie à la Copa Sudamericana 2017, son seul tournoi international jusqu'à présent. Lors de ce dernier tournoi, il est éliminé par le Boston River d'Uruguay dès le 1er tour (3-1, 1-1). 
Relégué en 2018, le Comerciantes Unidos évolue en 2e division jusqu'en 2023, année où il remporte pour la deuxième fois le championnat de D2 sous les ordres de Carlos Silvestri.

## Résultats sportifs

### Palmarès
| Compétitions nationales                                    | Compétitions régionales                                             |
| - Championnat du Pérou D2 (2) : - Champion : 2015 et 2023. | - Ligue de la région de Cajamarca (2) : - Vainqueur : 2008 et 2010. |

### Bilan et records
- Saisons au sein du championnat du Pérou : 4 (2016-2018 / 2024-).
- Saisons au sein du championnat du Pérou D2 : 7 (2014-2015 / 2019-2023).
- Participations en compétitions internationales : 1 
  - Copa Sudamericana 2017 : 1er tour.

## Structures du club

### Estadio Juan Maldonado Gamarra
Remodelé en 2014, l'Estadio Juan Maldonado Gamarra (en) de Cutervo, d'une capacité de 8 000 places, abrite les matchs du Comerciantes Unidos. Il a accueilli des rencontres de 1re division en 2016 et 2017. Néanmoins, en 2018, le club est obligé de changer d'enceinte car son stade est inhabilité par la fédération péruvienne.

## Personnalités historiques du club

### Joueurs

#### Grands noms
Éxar Rosales (gardien), Anthony Morales, Anghello Vera, Giuseppi Ramos, Anthony Silva, Arturo Bustinza, Luis Mayme, Carlos Barrena, Israel Chávez, Enzo Borges et Jorge Alejandro Molina forment l'ossature de l'équipe championne de 2e division en 2015.
Huit ans plus tard, Diego Campos (gardien), Johnny Mena, Jorge Bosmediano, Kerin López, Luis Valverde, Keyvin Paico, Rodrigo Salinas, Kevin Santamaría, Steven Aponzá, Fernando Leguía et le capitaine Matías Sen parviennent à décrocher le deuxième sacre en D2 en 2023.
Parmi les internationaux péruviens ayant porté le maillot du club, on peut citer Johan Sotil en 2016, Walter Vílchez (2019), Junior Ross (2021) et Adán Balbín (2022). En outre, l'international nicaraguayen Luis Copete défenda les couleurs du Comerciantes Unidos en 2017.

### Entraîneurs
Source consultée : footballdatabase.eu
| - Alejandro Posito (2008) - Medardo Arce (2009) - Horacio Baldessari (2010) - Gustavo Buena (2011) - Jorge Heredia (2013) - Horacio Baldessari (2013) - Jorge Cevallos (intérim) (2013) - Richard Garrido (2014) - Orlando Maltese (2014) - Aldo Zapata (2014) - Lizandro Barbarán (2014) - Abelardo Chávez (2014) - Álex Celis (2015) | - Carlos Cortijo (2015) - Fredy García (2016) - Horacio Baldessari (2016) - Mario Viera (2016) - Leopoldo Rodríguez (intérim) (2016) - Jorge Aravena (2017) - Agapito Rodríguez (2017) - Franco Mendoza (intérim) (2017) - Óscar Ibáñez (2017) - Jorge Espejo (2017) - Rolando Chilavert (2018) - Carlos Escobedo (2018) - Juan Pajuelo (2018) | - Javier Arce (2018) - Orlando Lavalle (2019) - Carlos Cortijo (2019) - Omar Ríos (2019) - Hugo Iervasi (2019) - Carlos Díaz (2020) - Mario Flores (2021) - Juan Carlos Bazalar (2021) - Carlos García (intérim) (2021) - Nicolás Chietino (2021) - Salomón Paredes (2022) - Carlos Silvestri (2022-) |